# HBO
Home Box Office (HBO) – amerykańska sieć płatnych kanałów telewizyjnych, uruchomiona 8 listopada 1972 roku. Jest prowadzona przez przedsiębiorstwo Home Box Office, Inc., należące do korporacji mediowej Warner Bros. Discovery. Ramówka wchodzących w skład sieci kanałów obejmuje głównie filmy kinowe oraz oryginalne produkcje, takie jak filmy telewizyjne, seriale, programy dokumentalne czy okazjonalne stand-upy i koncerty.
HBO jest najstarszą i najdłużej funkcjonującą usługą telewizyjną opartą na modelu subskrypcji, co czyni z niej pioniera spośród tak zwanych stacji premium. Jest dostarczana użytkownikom telewizji kablowej za miesięczną opłatą, dodatkową względem standardowego pakietu. Dzięki temu transmituje programy bez reklam oraz cenzury. We wrześniu 1975 roku HBO stał się pierwszym na świecie kanałem transmitowanym poprzez satelitę telekomunikacyjnego. W sierpniu 1991 HBO, wraz z siostrzaną grupą stacji Cinemax, utworzyły pierwszy amerykański multipleks telewizyjny.
Sieć HBO obejmuje siedem stacji telewizyjnych, nadających w sposób linearny w trybie 24 godzin na dobę. Oprócz tego usługa oferuje serwis wideo na życzenie HBO On Demand, dostępy bez dodatkowych opłat dla wszystkich abonentów. Dawniej udostępniała swoje treści również poprzez aplikacje HBO Go i HBO Now. Od maja 2020 roku materiały HBO są dostępne w serwisie strumieniowym HBO Max, prowadzonym przez Warner Bros. Discovery i obejmującym treści z innych podległych mu przedsiębiorstw, a także oryginalne i wypożyczone poprzez udzielenie licencji.
Od 1991 roku Home Box Office, Inc. prowadzi ekspansję HBO na rynki międzynarodowe. Według danych WarnerMedia, programy HBO są dystrybuowane do 140 milionów subskrybentów w ponad 150 państwach na świecie. Lokalne oddziały stacji zostały otwarte w Kanadzie oraz wybranych państwach Ameryki Łacińskiej, Europy i Azji. W 1996 roku w Polsce została uruchomiona sieć HBO Polska, funkcjonująca w ramach europejskiego przedsiębiorstwa HBO Europe. Ponadto amerykański HBO udziela licencji na swoje programy dostawcom w innych państwach.

## Opis usługi
HBO dostarcza swoje usługi poprzez telewizję kablową, satelitarną i internetową w modelu subskrypcji à la carte. Pierwszą oferowaną opcją jest wykupienie pakietu siedmiu stacji linearnych u dostawcy telewizyjnego za dodatkową względem podstawowego pakietu miesięczną opłatą. Drugą opcją jest subskrypcja over-the-top: uiszczenie opłaty bezpośrednio dla HBO w zamian za dostęp internetowy do biblioteki programów poprzez aplikacje (w komputerze, przeglądarce, telewizorze i mobilne) – dawniej HBO Go i HBO Now, a od 2020 HBO Max (w latach 2023–2025 nazywał się HBO Max). Co więcej, opcja pierwsza daje dostęp do aplikacji bezpośrednich HBO. Dzięki faktowi, że HBO oferuje swoje usługi za dodatkową opłatą, programy platformy są emitowane bez przerw na reklamy, które stanowią główne źródło dochodu stacji komercyjnych.
We wrześniu 2018 roku usługa HBO była dostarczana do około 35,656 milionów amerykańskich gospodarstw domowych, co jest najwyższym wynikiem spośród wszystkich telewizyjnych usług premium w Stanach Zjednoczonych. Wcześniej, według danych z 2015 roku, pierwsze miejsce zajmowała grupa Starz Encore z wynikiem 40,54 milionów, podczas gdy HBO miało 35,8 milionów użytkowników.
HBO udziela innym amerykańskim stacjom prawa do powtórkowych emisji niektórych swoich programów. Czasami są one edytowane w celu dopasowania do standardów stacji związanych na przykład z cenzurą, czasem długości lub koniecznością wprowadzenia przerw reklamowych. Ponadto HBO wydaje swoje programy na nośnikach domowych, na przykład DVD, oraz dystrybuuje je poza Stany Zjednoczone.
Firma Home Box Office, Inc. prowadzi w Stanach Zjednoczonych Cinemax – drugi multipleks telewizyjny, siostrzany względem HBO, uruchomiony 1 sierpnia 1980. Podobnie jak HBO, specjalizuje się on w emisji filmów, jednak zwykle starszych, w szczególności niezależnych i artystyczych. Cinemax składa się z ośmiu stacji.

## Oferta programowa
HBO emituje głównie filmy i seriale (fabularne i dokumentalne), programy sportowe oraz widowiska specjalne, na przykład koncerty i występy stand-upowe. Programy multipleksu dzielą się na oryginalne, czyli wyprodukowane na zlecenie HBO, oraz wypożyczone poprzez udzielenie licencji.

### Filmy
HBO specjalizuje się w telewizyjnych premierach filmów kinowych, zwykle od 10 do 12 miesięcy po zakończeniu ich emisji kinowej i nie później niż pół roku po ich wydaniu na nośnikach domowych (jak DVD). W szczególności multipleks ma wyłączne prawa do telewizyjnych premier filmów wytwórni:
- Warner Bros. Pictures, która również należy do koncernu WarnerMedia (od 1987)[10],
- 20th Century Studios (od 1989)[11],
- Universal Pictures (od 2003)[12],
- Summit Entertainment (od 2013)[13].

Ponadto HBO emituje premierowo filmy telewizyjne produkowane na zlecenie stacji przez wytwórnię HBO Films, również należącą do Home Box Office, Inc.

### Seriale
Pierwszym serialem produkcji HBO był miniserial The Seekers z 1979. Choć przez pierwsze lata oryginalne seriale stanowiły znikomą część oferty HBO, ich produkcja na większą skalę rozpoczęła się w latach 90. W odróżnieniu od głównych stacji amerykańskich, HBO stawiało wówczas na wysoką jakość artystyczną. Według badaczy, produkcje HBO z lat 90. i początku XXI wieku zrewolucjonizowały standardy telewizyjne, rozpoczynając nurt wysokojakościowych seriali, zapoczątkowany przez Rodzinę Soprano (1999–2007), Seks w wielkim mieście (1998–2004), Sześć stóp pod ziemią (2001–2005) czy Prawo ulicy (2002–2008).
Wszystkie premierowe sezony seriali HBO są emitowane według klasycznego schematu jednego odcinka na tydzień. W 2015 prezes HBO, Richard Plepler, zdradził, że nie jest fanem binge-watchingu, a stacja nie zamierza wypuszczać całych sezonów równocześnie, jak to robi na przykład Netflix.

## Usługi

### Linearne stacje telewizyjne
Multipleks telewizyjny HBO obejmuje siedem linearnych stacji, emitujących swoje programy 7 dni w tygodniu, 24 godziny na dobę. Wszystkie one funkcjonują w dwóch wariantach: standardowej rozdzielczości (SDTV) i wysokiej rozdzielczości (HDTV).
| Logo i nazwa  | Opis |
| ------------- | --- |
| HBO           | Pierwsza i główna stacja multipleksu. Emituje premierowe programy, głównie w piątkowe, niedzielne i poniedziałkowe wieczory. W soboty zwykle transmituje filmy w ramach bloku HBO Movie Premiere. |
| HBO2          | Druga stacja multipleksu, uruchomiona 1 sierpnia 1992. 1 października 1998 zmieniła nazwę na HBO Plus, jednak we wrześniu 2002 powróciła do dawnej. Emituje głównie powtórki programów i filmów głównej stacji, czasami w ramach maratonów na nadrobienie na przykład całego sezonu.                            |
| HBO Comedy    | Trzecia stacja multipleksu, uruchomiona 6 maja 1999. Specjalizuje się w programach komediowych, między innymi stand-upach. |
| HBO Family    | Czwarta stacja multipleksu, uruchomiona 1 grudnia 1996. Specjalizuje się w programach familijnych oraz dziecięcych (te drugie przestały być transmitowane na głównej stacji HBO w 2001). W dni powszednie od 6 do 8 rano na HBO Family trwa blok programowy HBO Kids, dedykowany najmłodszym widzom (2–11 lat). |
| HBO Latino    | Piąta stacja multipleksu, uruchomiona 1 listopada 2000. Jest dedykowana społeczności latynoskiej, dla której emituje programy w językach hiszpańskim i portugalskim. Oferta stacji obejmuje zarówno oryginalne produkcje w tych językach, jak i produkcje anglojęzyczne z dubbingiem.                           |
| HBO Signature | Szósta stacja multipleksu, uruchomiona 1 sierpnia 1991 jako HBO3. Od 1 października 1998 funkcjonuje pod aktualną nazwą. Specjalizuje się w programach o wysokiej jakości artystycznej. |
| HBO Zone      | Siódma stacja multipleksu, uruchomiona 6 maja 1999. Specjalizuje się w programach young adult. |

### HBO on Demand
HBO On Demand to usługa wideo na życzenie, oferująca dostęp do programów HBO. Jest dostępna za pośrednictwem operatorów telewizyjnych, na przykład poprzez dekoder. Serwis wystartował 1 lipca 2001, kiedy to pojawił się w usłudze kablowej Time Warner w Columbii.

### HBO Go

Logo HBO Go

HBO Go to nieistniejąca już usługa wideo na życzenie typu TV Everywhere, oferująca dostęp do programów HBO. Była dostępna poprzez stronę internetową play.hbogo.com, aplikacje na urządzeniach mobilnych i telewizyjnych (na przykład Smart TV) oraz konsole. Zalogowanie się do niej wymagało subskrypcji telewizyjnej HBO. Prototyp HBO Go o nazwie HBO on Broadband wystartował w styczniu 2008 dla abonentów sieci kablowej Time Warner w Green Bay i Milwaukee. 18 lutego 2010 HBO Go wystartowało w całych Stanach, najpierw dla użytkowników Verizon Fios. 31 lipca 2020 HBO Go został wygaszony ze względu na zastąpienie go przez HBO Max.

### HBO Now

Logo HBO Now

HBO Now to nieistniejąca już usługa wideo na życzenie, oferująca dostęp do programów HBO. Działała podobnie jak HBO Go, z tą różnicą, że była dostępna jako niezależna usługa, niewymagająca subskrypcji telewizyjnej HBO. Serwis wystartował 7 lipca 2015. 1 sierpnia 2020 zmienił nazwę na HBO, a 17 grudnia 2020 został wygaszony ze względu na zastąpienie go przez HBO Max.

### HBO Max

Logo HBO Max

HBO Max to serwis wideo na życzenie, uruchomiony w Stanach Zjednoczonych 27 maja 2020. Stanowi przedłużenie oferty HBO oraz następcę wygaszonych usług HBO Go i HBO Now. W przeciwieństwie do nich nie jest jednak prowadzony przez Home Box Office, Inc., ale przez WarnerMedia Direct – dedykowaną mu jednostkę niezależną koncernu Warner Bros. Discovery (dawniej WarnerMedia). Serwis oferuje dostęp do programów różnych marek WarnerMedia, w tym HBO, Warner Bros. Pictures, New Line Cinema, DC Entertainment, CNN, Cartoon Network, Boomerang, Adult Swim, TBS, The CW, TCM i TNT. Oprócz tego w jego ofercie znajdują się materiały od innych dostawców, udostępnianie na licencji, oraz własne, oryginalne programy. Ze względu na pandemię COVID-19 w Stanach Zjednoczonych wybrane filmy Warner Bros. Pictures z lat 2020–2021 były udostępniane równocześnie w kinach i na HBO Max.
HBO Max, jako jednolity serwis koncernu WarnerMedia, był uruchamiany poza Stanami Zjednoczonymi. 29 czerwca 2021 wystartował w krajach Ameryki Łacińskiej, 26 października 2021 w sześciu krajach Europy, a 8 marca 2022 w 15 kolejnych państwach europejskich, w tym w Polsce. Po fuzji WarnerMedia z Discovery, w wyniku którego powstał koncern Warner Bros. Discovery, rozpoczął się jego rebranding na Max, związany z rozszerzeniem oferty programowej o produkcje grupy Discovery. Przekształcenie serwisu odbyło się 23 maja 2023 w Stanach Zjednoczonych, 27 lutego 2024 w Ameryce Łacińskiej, 21 maja 2024 w części państw Europy i 11 czerwca 2024 w pozostałych krajach Europy, w tym Polsce. Ponadto serwis został uruchomiony i będzie uruchamiany na kolejnych terytoriach. 9 lipca 2025 powrócił do nazwy HBO Max.

## Lokalne oddziały
- HBO Europe[38] – europejski oddział HBO, założony 28 września 1991 w Budapeszcie pod nazwą HBO Central Europe. Początkowo zarządzał lokalnymi stacjami HBO w Europie Środkowej, a w 2012 zmienił nazwę na współczesną ze względu na rozszerzenie działalności na pozostałe rejony Europy. HBO Europe składa się z 8 oddziałów:

- HBO Hungary, działający na Węgrzech (uruchomiony w 1991),
- HBO Czech Republic, działający w Czechach (1994),
- HBO Polska, działający w Polsce (1996),
- HBO Slovakia, działający na Słowacji (1997),
- HBO România, działający w Rumunii (1998),
- HBO Bulgaria, działający w Bułgarii (2002),
- HBO Adria, działający w krajach Półwyspu Bałkańskiego: Słowenii (2004), Chorwacji (2004), Serbii (2006), Czarnogórze (2006), Macedonii Północnej (2010) oraz Bośni i Hercegowinie (2010),
- HBO Europe Original Programming w siedzibą w Londynie, zajmujący się produkcją programów telewizyjnych.

Dawniej w skład HBO Europe wchodziły także:
- HBO Netherlands, działający w Holandii, uruchomiony w 2012 i wygaszony w 2016 (w 2022 w Holandii został uruchomiony HBO Max),
- HBO España, działający w Hiszpanii tylko jako serwis wideo na życzenie (bez kanałów telewizyjnych), uruchomiony w 2016 i wygaszony w 2021 ze względu na zastąpienie przez HBO Max,
- HBO Nordic, działający w krajach Skandynawii: Norwegii, Danii, Szwecji i Finlandii tylko jako serwis wideo na życzenie (bez kanałów telewizyjnych), uruchomiony w 2012 i wygaszony w 2021 ze względu na zastąpienie przez HBO Max,
- HBO Portugal, działający w Portugalii tylko jako serwis wideo na życzenie (bez kanałów telewizyjnych), uruchomiony w 2019 i wygaszony w 2022 ze względu na zastąpienie przez HBO Max,

- HBO Latin America[40] – oddział działający w hiszpańskojęzycznych państwach Ameryki Łacińskiej, uruchomiony 31 października 1991.
- HBO Asia – oddział azjatycki, uruchomiony 1 maja 1992. W swojej historii obejmował kanały na 23 terytoriach: Bangladeszu, Brunei, Chińskiej Republice Ludowej, Filipinach, Hongkongu, Indiach, Indonezji, Kambodży, Korei Południowej, Makau, Malediwach, Malezji, Mjanmie, Mongolii, Nepalu, Pakistanie, Palau, Papui-Nowej Gwinei, Singapurze, Sri Lance, Tajlandii, Tajwanie i Wietnamie. W 2020 jego oddziały w Indiach i Pakistanie zostały wygaszone[41].
- HBO Brasil – oddział działający w Brazylii, uruchomiony 1 lipca 1994.
- HBO Canada – oddział działający w Kanadzie, uruchomiony 30 października 2008.

W niektórych państwach, gdzie HBO nie posiada lokalnych oddziałów, jego programy są dystrybuowane przez innych dostawców. Przykładowo, kanały grupy Sky Group mają do 2025 wyłączność na dystrybucję programów HBO w Wielkiej Brytanii, Irlandii, Włoszech, Niemczech, Austrii i Szwajcarii.